# Аполлофан из Пидны
Аполлофан (др.-греч.  Ἀπόλλωφάνες) — знатный македонянин, живший в IV веке до н. э.

## Биография
Из речи Демосфена следует, что Аполлофан из Пидны был одним из убийц македонского царя Александра II. По всей видимости, он был сторонником Птолемея Алорита. Как отметил Демосфен, Аполлофан был впоследствии «убит исподтишка». Но, по замечанию Уортингтона Й., его казнили по решению народного собрания Македонии.
После смерти Аполлофана его дочери были отправлены родственниками в Олинф. Когда Филипп II в 348 году до н. э. захватил этот полис, то девушки оказались среди прочих горожан в плену у македонян. Проксеном Аполлофана был знаменитый актёр Сатир. На праздничном пиру Филипп выразил удивление, что только он ничего для себя не пожелал в качестве награды. Тогда Сатир попросил отдать ему дочерей Аполлофана с тем, чтобы он смог их, одарив приданным, выдать замуж. Присутствующие на пиршестве выразили восхищение намерением актёра, и сам Филипп «был растроган» и согласился исполнить просьбу Сатира.